# Piotr Leciejewski
Piotr Leciejewski (ur. 23 marca 1985 w Legnicy) – polski piłkarz, grający na pozycji bramkarza w Miejskim Klubie Sportowym Wołów.

## Kariera piłkarska
Piotr Leciejewski rozpoczynał piłkarską karierę w Lubuskiej Szkole Piłkarstwa Młodzieżowego Zielona Góra. Następnie przez pół roku występował w Lechu Zielona Góra. W czerwcu 2004 pojawił się na testach w grającym w Ekstraklasie Górniku Zabrze i kilka dni później podpisał z nim kontrakt. W rundzie jesiennej sezonu 2004/2005 przegrywał rywalizację o miejsce w bramce z doświadczonym Piotrem Lechem oraz młodszym o dwa lata Bartoszem Białkowskim. Ze względu na brak szans na grę, w styczniu 2005 Leciejewski został wypożyczony nieodpłatnie do GKS-u Katowice. W jego barwach 20 kwietnia zadebiutował w I lidze w meczu z Lechem Poznań. W pierwszej połowie wpuścił dwa gole, które strzelili Krzysztof Gajtkowski i Piotr Świerczewski. Grał niepewnie przed swoją bramką. Nie łapał piłek, wybijał je niedokładnie, nawet przy wznowieniach posyłał piłkę na aut. W przerwie został zmieniony przez Mateusza Sławika, zaś GKS przegrał ostatecznie 1:3. Katowicki klub na koniec rozgrywek uplasował się na ostatnim, czternastym miejscu w tabeli. Drużyna miała rozpocząć sezon 2005/2006 w drugiej lidze, jednak nie otrzymała licencji. Zespół przejęli członkowie Stowarzyszenia Sympatyków Klubu GKS Katowice, zaś drużyna nowe rozgrywki rozpoczęła od gry na czwartym szczeblu rozgrywkowym. W wyniku zaistniałej sytuacji Leciejewski powrócił do Górnika Zabrze.
Po powrocie do Górnika Zabrze, Leciejewski w rundzie jesiennej sezonu 2005/2006 nadal przegrywał rywalizację z Piotrem Lechem, zaś wiosną ustępował miejsca w bramce Mateuszowi Sławikowi oraz Carstenowi Nulle, którzy bronili na zmianę. Zdołał jednak zadebiutować w zabrzańskim klubie. 26 października zagrał w meczu pucharu Polski z Radomiakiem Radom. Wpuścił w nim trzy gole, wszystkie po strzałach Abela Salami, który skompletował wówczas klasycznego hat tricka. Latem 2006 Leciejewski zgłosił się na testy do Górnika Łęczna. W lipcu podpisał z nim trzyletni kontrakt, zaś we wrześniu zadebiutował w zremisowanym 1:1 meczu z Wisłą Kraków, w którym w drugiej połowie zmienił kontuzjowanego (wstrząśnienie mózgu) Przemysława Tytonia. W inauguracyjnej kolejce rundy jesiennej, Górnik Łęczna spotkał się z GKSem Bełchatów. Leciejewski rozpoczął spotkanie w podstawowym składzie, a w 62 minucie za faul w polu karnym na Dawidzie Nowaku został ukarany przez sędziego czerwoną kartką. D końca sezonu był podstawowym bramkarzem Górnika i łącznie wystąpił w 17 meczach I ligi. Jego klub uplasował się w tabeli na 13 pozycji, jednak z powodu udziału w aferze korupcyjnej został karnie zdegradowany do trzeciej ligi.
Latem 2007 Leciejewski chciał rozwiązać kontrakt z Górnikiem Łęczna z winy klubu. Wydział Gier PZPN unieważnił umowę, jednak klub odwołał się od tej decyzji. Następnie zawodnik przebywał na testach w Iraklisie Saloniki oraz West Bromwich Albion F.C.. W lipcu został zawodnikiem Concordii Knurów, a w sierpniu rozpoczął treningi z Koroną Kielce i kilka dni później związał się z nią półrocznym kontraktem opcją przedłużenia na 3 lata. Nie zdołał jednak wywalczyć sobie miejsca w składzie. Często nie mieścił się na ławce rezerwowych, ponieważ o miano podstawowego bramkarza walczyli Maciej Mielcarz oraz Radosław Cierzniak. Zagrał za to w czterech meczach Młodej Ekstraklasy i trzech Pucharu Ekstraklasy. Po odwołaniu się Górnika w sprawie rozwiązania kontraktu, Związkowy Trybunał Piłkarski zdecydował, że nie było podstaw do unieważnienia umowy i nakazał Leciejewskiemu wrócić do Górnika. Nie został w nim jednak ponownie zaangażowany, lecz na zasadzie wypożyczenia przeszedł do ŁKS-u Łódź. Nie mógł w nim grać ponieważ Wydział Gier Polskiego Związku Piłki Nożnej zadecydował, że żaden piłkarz nie może być w trakcie jednego sezonu wypożyczony do dwóch klubów.
Latem 2008 Leciejewski wyjechał z Polski i został zawodnikiem norweskiego Sogndal Fotball. Szybko wywalczył sobie w nim miejsce w podstawowym składzie i w pierwszym sezonie wystąpił w 30 meczach. Jego drużyna uplasowała się w tabeli drugiej ligi na czwartym miejscu. W kolejnych rozgrywkach klub ponownie walczył o awans, lecz znów zajął czwarte miejsce. W styczniu 2010 Leciejewski przedłużył kontrakt ze swoją drużyną do 2011. W sezonie 2010 wywalczył z Sogndal awans do ekstraklasy z pierwszego miejsca w tabeli. Od listopada 2010 prowadził rozmowy z SK Brann w sprawie transferu, które zakończyły się pomyślnie w styczniu 2011. W nowym klubie zadebiutował 25 kwietnia w przegranym 1:3 spotkaniu z Molde FK.